# 比昂庫馬省
7°44′N 7°37′W / 7.733°N 7.617°W

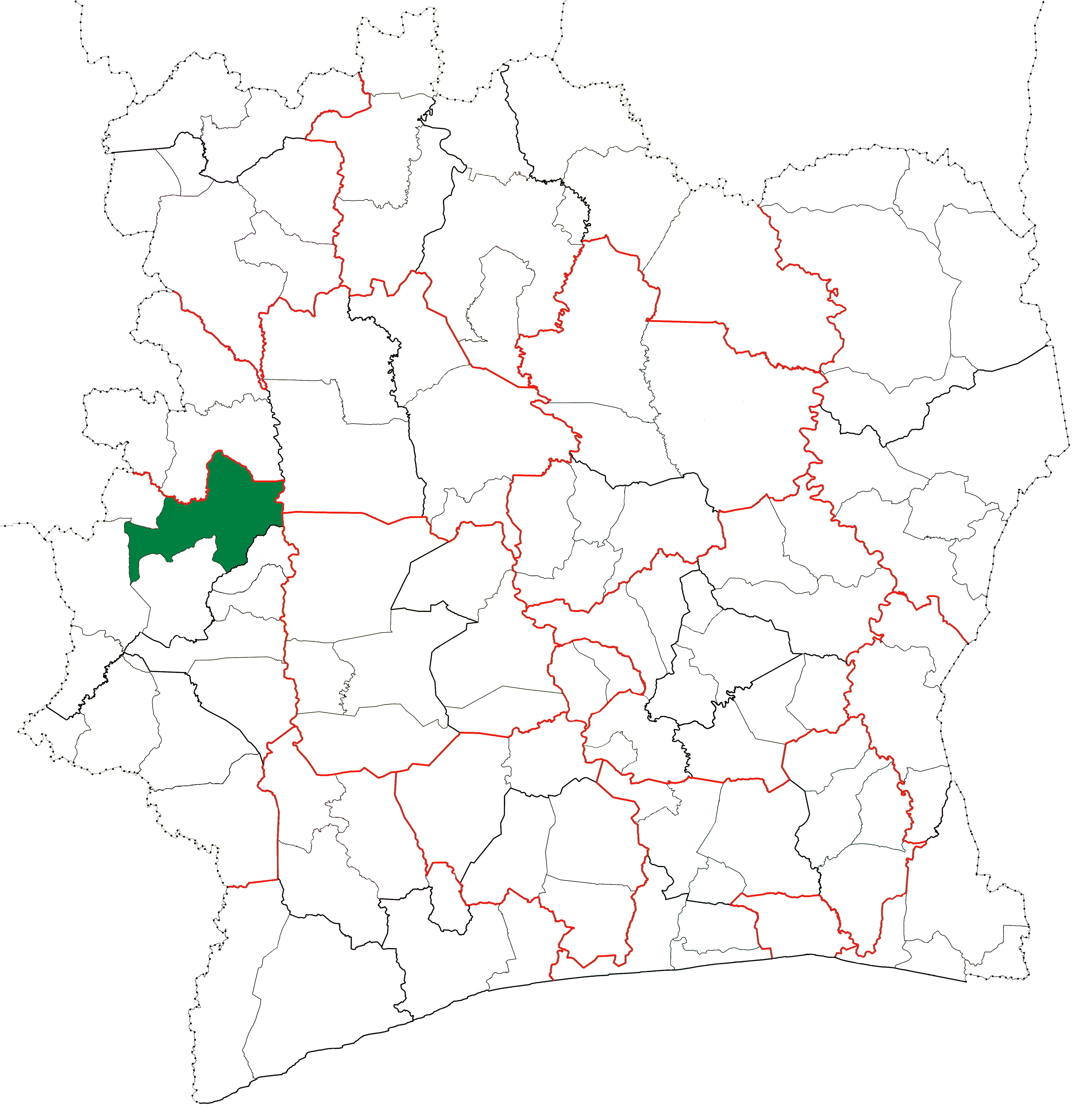

比昂庫馬省（Biankouma Department），是科特迪瓦的省份，位於該國西部山地區，由通克皮大區負責管轄，首府設於比昂庫馬，成立於1969年，面積7,350平方公里，2014年人口154,300，人口密度每平方公里21人。